# Rosé
Roseanne Park (Auckland, Novi Zeland, 11. veljače 1997.) poznata kao Rosé (korejski: 로제) novozelandska je i južnokorejska pjevačica.
Rođena je u Aucklandu na Novom Zelandu i odrasla u Melbourneu u Australiji. Rosé se preselila u Seul u Južnoj Koreji i potpisala ugovor s izdavačkom kućom „YG Entertainment”. Debitirala je kao članica južnokorejske ženske glazbene grupe Blackpink u kolovozu 2016.
U ožujku 2021. Rosé je objavila svoj debitantski singl album „R”, koji je u prvom tjednu prodan u 448 089 primjeraka, što je najveća prodaja za neku korejsku pjevačicu. Njen singl „On the Ground” bio na vrhu glazbene ljestvice „Billboard Global 200”. 
Postala je prva korejska pjevačica koja je ušla na ljestvicu singlova Ujedinjenog Kraljevstva i najbolja korejska pjevačica s najviše pregleda glazbenoga videa u prva 24 sata na YouTubeu. Potpisala je ugovor s „Black Labelom” i „Atlantic Recordsom” 2024. godine i objavila hit „Apt” koji je bio na prvom mjestu „Billboard Global 200” ljestvice. Pjesmu izvodi s Brunom Marsom kao prvu pjesmu s njenog debitantskog studijskog albuma „Rosie” (2024). 
Hit pjesma „Apt” bila je na vrhu ljestvica u brojnim zemljama diljem svijeta, uključujući južnokorejski „Circle Digital Chart” i australski „ARIA Singles Chart”, gdje je postala prva pjesma korejske solistice koja je dosegla vrh. U SAD-u i Ujedinjenom Kraljevstvu, ušla je među tri najboljih.
Rosé je tijekom svoje karijere dobila nekoliko priznanja, uključujući pet Guinnessovih svjetskih rekorda, dvije MAMA nagrade i „Asia Artist Award” za pjesmu godine. Ona je druga najpraćenija Korejka na Instagramu i pojavila se na Rolling Stoneovoj listi živih ikona iz Australije i Novog Zelanda. Rosé je dobila priznanje za svoju ulogu u modi kao globalna ambasadorica za Yves Saint Laurent i Tiffany & Co.